# 管理教育
管理教育（かんりきょういく）
- 保守管理、危機管理などの管理（マネジメント）に関する職業教育。
- 教育方針のひとつ。本項で詳述する。

管理教育（かんりきょういく）とは、1980年代における「反管理教育運動」において、当時の学校において行われていた学校（教員）が一元的に児童・生徒の在り方を決定し、これに従わせる様式の教育方法、およびその問題点を可視化するために用いられた言葉である。管理主義教育ともいう。1969年、日本は戦後の民主化教育から管理教育に大転換をした。
現在では、命令一下による集団行動の徹底に重きを置く教育の問題点を指摘する際に用いられることもある。

## 概要
これらの教育方法では、児童・生徒が学校の意思決定に参加しない。特に初等教育では、児童らに判断力が乏しく自律的に何らかの行動指針を決定したり、あるいは行事の計画を行ったりということは大人の助け無しには困難ではあるが、一般に中等教育よりは生徒会などの形で一定の自主的な管理・運営機関を設けて学校運営に関与する。しかし管理教育では、自主性をもって生徒らが学校の意思決定に参加できず、専ら教員の意向に従うことを求められる。
この中では、指導上でやむを得ないと考えられる範囲を超えた規則や罰則などを否定的に捉える上で「行き過ぎた管理教育」として問題視される傾向を含み、日本の戦前の教育全般（それは戦前に実施されていた徴兵制度とも関連している）を指しても使われる。ただし、戦前でも大正デモクラシーの時期に、児童の自主性・自発性を重視しようとする大正自由教育運動が盛り上がりを見せた。
これらは教育の中に「社会性を育む（協調）」が組み込まれ、個人の欲求や希望よりも、社会全体の統制が優先されることに適応させようという全体主義的な理念も在るが、同時にこれら生徒の主体性を否定し、ともすれば性悪説的な理念に基づいて、管理と統制が無ければ個人は社会の中では無価値だという発想も見て取れる。
戦後は、1970年代までの義務教育が、比較的管理教育の傾向が強かったとされる。社会背景として学生運動の先鋭化、高度経済成長の行き詰まり、当時の国鉄などにおける一部労働運動の活発化の経緯がある。当時の政府（文部省）としても冷戦構造における国民のあり方として、児童・生徒が従順で均一な労働者に育ってくれることを望んでおり（当時の職場は年功序列色が強く、上の立場の者に対しては盲目的に従順な体育会系従業員が好まれた）、また、教育現場においても児童・生徒数の増加等を背景とし、指導がしやすいような協調性や団結力をしつけようとしていた（根性論も参照）。その過程において、管理教育と批判される傾向が生まれた。管理教育として槍玉に挙がるようなケースでは、管理側の都合のいいように各々の個性を無視ないし否定するなどといった部分が問題視される。また、管理教育は学業面においても詰め込み教育との親和性が強かった。
例えば、名古屋市においては愛知県立旭丘高等学校とその周囲の高校の関係において象徴的にみられたように、戦前からの伝統を持つ高校は長い歴史と文化の積み重ねがあるために、管理教育など必要とせずとも（高校の評価を行う1つの尺度であるところの）高い進学実績を達成することができている。これに対し、文化も歴史も持たない新設校は、管理教育によってそれに対抗するという状況が現出することになった。また筑波研究学園都市内の公立学校では、管理教育的な風潮がみられた周辺地域へのアンチテーゼとして自由な校風と高い進学実績を両立し、高い教育水準を求めての転入者すら現れるようになった。これは後に、高学力層にあっては管理教育は不要であるが、低学力層にあっては依然管理教育が必要であるという議論すら生み出した。格差社会が叫ばれる昨今、学力差による社会の分裂を助長しかねないとしてこれを懸念する向きがある。1970年代の強化された管理教育が現代日本人の無気力を生み出した、あるいはそれにより教師への反発心に凝り固まった現代の親が現在の学校における諸問題を生み出した（モンスターペアレントを参照）、という見解すら存在する。
しかし、管理教育が攻撃される一方で、反管理教育を無秩序な集団を見て見ぬふりをする放任主義的な姿勢であるとして、疑問を呈する声も無かったわけではない。学生運動が学校占拠など集団暴力的な側面で社会問題化した時期、校内暴力が激化した時期、学級崩壊や学力低下が取り沙汰されてゆとり教育が批判された時期には、こういった問題行動などに対するアンチテーゼとして、管理教育ないし強権的な管理体制を支持する個人ないし団体も、石原慎太郎をはじめとして保守派を中心に見られた。むろん管理教育の反対が「無秩序な集団を見て見ぬふりをする放任主義」、すなわち社会性を一切考慮しない立場であると一方的に見なし、ひいては現在の日本社会における諸悪の根源であるかのように結びつける見方は二元論に過ぎるものであるが、ともあれ教育現場では依然として試行錯誤が続けられている。
下記で挙げられている管理教育の内容は、精神論や根性論をはじめとする体育会系的・縦社会的な発想に基づくものが多く、会社や役所などの一般の職場であれば、昔でも人権蹂躙として問題になるであろうと思われる物が多い（ブラック企業も参照）。しかし、これらの行為がさほど学校では問題とならなかったのは、日本の学校が年齢主義が強く、特に幼稚園と小中学校と全日制高校においては、多くの児童生徒が最低年齢者であり、教師より年上（目上）の児童生徒がまずいない環境のため、児童生徒を単に「指導されるだけの立場」「下っ端」「子供」とみなすことができたというのも一因である。実際、定時制学校や夜間中学など年齢が多様な学校では、下記のような管理教育の風潮は見られない。

## 歴史
「管理教育」という用語は、保坂展人などによるグループ「青生舎」の発行するミニコミ誌上で、1983年ごろに生み出された造語であるとされている。保坂らグループが「学校解放」運動を展開するにあたり、当時の学校内における諸問題を可視化し洗い出すための「表現」「用語」が求められ、「管理教育」なる言葉が形作られることとなった。すなわち、「管理教育」なる用語は、「反管理教育運動」と表裏をなすものであるといえる。

## 管理教育的とされることのあるもの
以下に挙げるのは、過去の日本国内の教育で行き過ぎた管理の具体例として問題視されたり疑問が呈され、一部では撤回された管理内容である。こういったものの中には、事故や事件により負傷ないし死亡した生徒やその関係者が問題を提起して社会運動になったり、あるいは裁判で争われたケースも見られる（校則#ブラック校則も参照）。なお、本セクション及び「管理教育と自治」「管理教育の地域性」各セクションの出典は参考文献欄にISBNとも明記されている。
- 遅刻を理由の如何によらず容認せず、徹底させる意図で危険行為を辞さない態度
- 登校時の校門指導と校門閉鎖
- 生徒の意見を聴取せずに制定される校則
  - 男子の丸刈り強要や女子のおかっぱ等の短髪強要といった頭髪規定の厳密な適用（頭髪の長さを物差しで測る行為も行われた）
  - 制服・制帽着用の強制と厳密な適用（女子生徒のスカート丈を「定規で測る」などの厳格なチェックや、休日の私的外出にも制服着用させるケースあり）
  - 校内生活での制服着用強制
  - 女子のトレパン（白い綿の長ズボン）の強要[6]
- 体罰の行使、連帯責任
- 朝礼、業間体育（全校統一授業 2時限目と3時限目の間に行われるためこの名がある）への強制参加
- 学校教練風の、統制された体育授業（集合時や準備体操時に大声を出すよう強制され、声が小さいとやり直させるなど）
- 運動会（体育祭）における行進・組体操・ダンス・マスゲーム等の長期にわたる反復練習、体罰や言葉の暴力も伴う厳しい指導（所謂「しごき」）を通して形成される統一された動き
- 運動会におけるナチス式敬礼、ガチョウ足行進の強要
- 強歩大会の強制参加や競争原理の促進（たとえ体調不良でも不参加が認められない、目標順位を設定されその順位に入らないと罰則など）。強歩大会は走行距離が数十kmと長く、本来は完走を目的としているが、このような行為により数km程度の持久走大会との線引きが曖昧になったり、無理な競争促進の結果体調や交通を主因とした死亡事故が多発している。
- 合唱コンクールの強制参加
- 課外（早朝、定時後）の学習強制（ゼロ時限・7時限など）や休日（土曜日の午後や長期休暇中など）補習の強制参加
- 部活動の加入強制（特に、運動部への加入が強制されている場合や存在するクラブの数が極端に少ない場合）
  - 部活動での教職員や上級生による、「しごき」と称する下級生への体罰や暴力行為の行使、理不尽な上下関係の強要など。
- 日本の高校野球（日本高等学校野球連盟）
  - 礼儀作法の重視や服装規定などが、人権の観点から管理教育的とする見解もある。
- 学習指導要領への服従強要
- 教育勅語
- 持ち物検査と私物の没収
- 学区外外出時の事前届出制
- 非常に細かい行動規則
  - n度の傾きで挙手する
  - 会釈時の上半身の角度
  - 授業時に鉛筆、消しゴム、教科書、ノート等の置く位置の指定
- 修学旅行前の女子の下着チェック[7]
- 学習成果の公表（各人のテスト点数により色の異なるシールを貼った表を掲示する）
- 新聞部や放送部などの報道活動への干渉（表現の自由の制限）
- 三角食べの強要、給食を時間内に完食できない生徒に対する給食指導教諭や給食指導係によるいじめや拷問
- 広報委員会を学校関係者が乗っ取り学校に都合のよいプロパガンダポスターの掲示をさせる
- 学校に都合のよいプロパガンダポスターを校内中に掲示する
- 不登校の児童生徒に対する実力行使を伴った強制登校
  - 自宅に教職員が押しかけて自室から当事者を無理やり引きずり出してまで学校に連れて行く例もある

この他、オートバイ（原動機付自転車）の禁止に絡んで運転免許証の取得に厳しい罰則を設けることや、赤毛の生徒に髪を黒く染めることを強要したケース（混血である金髪の生徒には強制されていない）、禁止された物品の校内持ち込みをチェックする上で個人のプライバシーに関わるような部分にまで踏み込んだ所持品検査なども問題視された。これら問題視されたケースでは、個々の理由を無視して規則の徹底と画一化を押し通した結果として、実質的に問題とはなりえない生徒の排斥といった事態に至った事例も報じられている。

## 管理教育と自治
学校生活においては、児童や生徒は社会に出る準備段階として、自らの集団を自治する活動が体験学習的に行われている。勿論初等教育では教員などに拠るサポートも行われるが、中等・高等教育では段階的により高度な自治権が与えられ、規則の策定や運用基準の判断、個々の事例に於ける判定などといった活動も行われる。過度の管理教育がなされている場合では、こういった自治権は制限され、場合によっては何ら実権を持たない・単に上意下達的に命令を伝える場に成り下がっている場合もあり、そもそもそういった自治管理団体が存在しない場合すらある。
小学校
児童会がある。高学年の児童が役員を担当しているが、小学生段階では自律が困難であるので、社会参加の訓練もしくは自治活動の模擬体験という性質をもっている。教員が適切な指導・助言を行う必要がある。これらは学校側の意向を児童らに伝達する場であったり、特に重要ではない細々した校内や行事の決定事項を児童らに委ねるなどの活動を通して、自主性・自律性を育むものと位置付けられている。その他ゆとり教育の象徴的存在である総合的な学習の時間の活用も期待されている。
中学校・高等学校
生徒会がある。ただし生徒の自治組織ではなく、あくまで教育の一環であり、生徒会が全会一致で決めたことでも職員会議で否決できる。児童の権利に関する条約以降、校則や制服に対する要望も学校が聞き入れる傾向にあり、生徒らの要望を集約して、学校側と交渉する立場を取る。団塊の世代による1970年前後の学園紛争の時期は、これの影響を受けた生徒が生徒会を取り仕切り、生徒会の発言力が強まった（この管理教育への反抗による学園紛争が、さらなる管理教育の締め付けにつながっていったとの意見も多い）。なお、この時期、千葉県立千葉高等学校の生徒会が廃止されるという事件が発生した。それから30年以上経った現在も千葉高校には生徒会なるものは存在しないままである。また、学年単位の級長会のような組織もあり、生徒会よりも顧問の教師の権威が強く生徒たちから最も恐れられていた場合もある。
校則の可否に関しては、学校側の意向が重視されるものの、生徒会内部で議論され、これが変更に追い込まれるなど大きな運動を起こすことも無いことではない。また行事などでは、全体の進行や運営に際して一定の自治権を発揮する校風を持つ学校も存在し、イベントの発案や各々の出し物の可否・調整などを行う事例も聞かれる。公立中学校において1970年代に生徒により教師側と服装などに関して交渉し、「男子の長髪、体育時の女子のトランクス（短パン）着用可」で合意したものの、1980年代に入ったとたんに「男子の丸刈り、女子のブルマー着用強制」が教師側から一方的に通告された例があり、その中学校は校内暴力などが発生した例もある。
大学
自治を持つ大学と持たない大学とに大きく分かれる。
自治を持つ大学の学生は、学生自治会は労働組合と同様に、学校当局側と対等に交渉できることが多い。これらでは施設運用の裁量権を持っていたり、或いは学内に存在する様々な集団の折衝・調停といった活動による自治運営も聞かれる。会報の発行などにより学校OBや入学希望者に情報提供を行うなどして、校外にまで一定の影響力を持つ大学も見られ、こういった自治運営が校風全体にまで影響を与えているケースもある。
自治の無い大学は、学生自治会は存在しないか、あったとしても当局の助言と指導を受けた上での活動となる。
また、学部・学科によっても大きく異なる。
実験や実習の多い分野（医療系学部や生物系学部など）では、少人数での必修科目の授業が多く、濃密な人間関係が形成されることになり、また、自由に教員を選べないため、理不尽・不条理な慣習・規則を押し付けられても単位の生殺与奪権を握る教員に向かって文句を言い難い環境に置かれる。それに対し、文科系学部や数学・情報工学のように実験科目が無い、あるいは少ない場合は、比較的自由に発言が出来るケースもある。ただし、4年生や大学院で研究室に配属されると、指導教員を頂点としたピラミッド型のヒエラルキーに組み込まれ、研究室の方針に異を唱えることが事実上不可能なケースが多い。

## 管理教育の地域性

### 岩手県
- 岩手県内の（特に花巻市を中心に）中学校では、過去（平成3～4年あたりまで）に一部の学校において男子生徒に対する丸刈りが強制されており、放課後及び休日でさえ私服の着用を禁止する学校もあった。私服着用禁止の理由としては、「街で一目で○○中学校の生徒だと判別でき、管理の手間が省ける」ということが大きかったとのこと。さらに、丸刈りの頭髪が伸びて（「伸ばして」ではない）しまったり、私服着用が教師に発見されたりした場合は殴る、蹴るの体罰を受けることが日常的であった。しかし、現在ではそのような規則は廃止されている。
- 岩手県立盛岡第一高等学校、岩手県立福岡高等学校、岩手県立花巻北高等学校などのバンカラ的な伝統を残す学校は応援練習などが強制されているが、教員側は基本的に関与せず生徒側が主導しているのが特徴である。

### 宮城県
- 仙台市内の宮城県仙台第一高等学校や宮城県仙台第二高等学校など、旧制中学校の伝統を受け継ぐ一部の進学校（地元ではナンバースクールと俗称される）では、管理教育とは逆に文化祭や体育祭の開催の可否までも生徒自らが決定し、教員の意見は反映されない（最初から口を出さない）という大学のような自治を行っていた。特に男子校のナンバースクールでは、厳しい応援練習や、手荒な新入生歓迎会など、旧制中学時代から続くバンカラ的な伝統があったが、それ以外では自由な校風と国公立大学への高い進学率（特に地元の東北大学へ）と地元有力企業への高い採用率から、県下での人気は親・受験者共に高く、宮城県内での出願倍率も常に上位にあった。
- ナンバースクール以外では、仙台市（あるいは仙台市に通学可能な地域）を除く学区において、特に共学でない普通科高校（地元では「進学校」と俗称される）では、過去に管理教育が実施されていた。しかし、男女共学化が進んだり、進学率（少子化の影響や指定学区以外に進学する制度が設けられたため）に問題が生じるようになったため、見直しが進められている。それ以前には、私服が許可されているのにも関わらず、中学校時の制服の着用を強制されたり、大会シーズンには昼食時間の全てを応援練習に当てられることもあったが、後述する千葉県や愛知県ほど激しくはなかったため、さほど問題とならなかった。
- 宮城県内の中学校では、過去に一部の学校において男子生徒に対する丸刈りが強制されていたが、現在では一部の生徒（野球部員など）を除いて強制されていない。

### 千葉県
第91回国会・参議院予算委員会での質疑も参照のこと。
- 1980年代から1990年代前半、「東の千葉、西の愛知」と呼ばれる管理教育の雄として有名だった。なお外山恒一は、この「東の千葉、西の愛知」なる呼称が発生した理由として、単にこれら2県において「それら問題を告発する運動が一定規模で存在したから」であると述べている。すなわち、このような問題が告発されず見過ごされた地域が少なからず存在すると考えられることから、たとえこのような呼称が存在するからと言って、他県における管理教育の実態がこの2県と比較して緩慢であることは意味しない[9]。
- 特に松戸市、柏市などの東葛地域北部で校則が厳しく、とりわけ野田市、流山市、我孫子市、八千代市の大半の中学校で丸刈りを強制する校則があった。
- 体罰もしばしば問題になった。我孫子市のある中学校の生徒3人が、柏市内の喫茶店に置かれていた落書き帳に体育教師の悪口を書き込んだところ、同校の生徒が当該教師に密告し、書き込んだ3人は放課後に当該教師（「先生は時には裁判官であり、警察官であり教師なのだ!」と発言）から、殴る蹴るなどの激しい体罰を受けた[10]。また、柏市内の中学校では「第2会議室」と称する部屋でしばしば体罰が行われ、生徒の間で「リンチ室」と呼ばれていた。
- 流山市のある中学校では修学旅行時、駅のホームで衆人環視の中、「集合の歌」と称して生徒全員に輪唱をさせていた[10]。
- 東葛地域北部の中学校では登下校時を除いて（体育以外の座学授業時も）学校指定のジャージの着用が強制されている。1990年代までは、夏季（6～9月）は座学授業や清掃時には半袖の体操服とトレーニングパンツを着用していた。ブルマー着用の廃止後は、体操服にハーフパンツとなっており、これは2024年現在でも継続している。
  - 柏および松戸市内の一部の小学校ではかつて、登下校時を除いて体操服、短パン、ブルマーを着用させた。この規則への慣れにより、中学校でのジャージ着用も抵抗無く自然と受け入れられた。小学校での体操服常時着用は、2022年までには全て撤廃されている。
- 三角食べを強制する。
- 八千代市の小・中学校ではかつて、背番号若しくは学級番号と姓を入れたゼッケン付きジャージを着用（児童総背番号制）、小学校では2時間目と3時間目の間に軍隊的な「業間体育」が全児童に強制で行われていた[11][8]。なお、「業間体育」そのものは習志野市・鎌ケ谷市・我孫子市・白井市・松戸市の小学校でもあったが、内容は縄跳びや持久走、球技など通常の体育授業と変わらないもので、軍隊的要素は無かった（全児童への強制という点は同じ）。また教練的要素を除いた上で継続実施している小学校もある。
- 後述の愛知県における集団登校と同様なものが残っている小学校もある。

### 愛知県
名古屋、豊橋、一宮、岡崎など、戦前からの都市部以外の旧郡部を中心として、一部の中学校と高等学校で比較的強いと言われる。愛知県の教育を象徴するのが『形から入る教育』という言葉である。旧制第八高等学校も初期の頃は、自由・自治を謳った他の高校と一線を画さんと応援団の禁止、学校教練の導入、寮雨（外にある便所まで行かず、自分の部屋の窓からの立小便）の禁止、服装管理等の政策が行われた。しかし徐々にそれは緩んでいった様である。
- 小学校
  - 愛知県の小学校の多くでは集団登校を行っており、家が近い児童を町域に分けて分団を作り、その中で近所同士の生徒の家庭約10世帯を一個班（軍隊の分隊にあたる集団）として「班長」を決め、全員そろって登校をすることになっている。ちなみに下校の時に分団は組む場合と組まない場合がある。また、通学帽の着用も徹底されている。
  - 小学校の児童の通学範囲を学区として設定し、学区外へは子供達だけでの外出を禁止するなどの規則がある（但し、この規則は形だけの場合が多い）。
- 中学校
  - 岡崎市、新城市、宝飯郡の一部の公立中学でかつて丸刈り校則が問題となった[12][13][14]。そればかりか、他市町村への外出には教諭の許可を要すると定めて、生徒の行動を監視している中学もある。
  - 高等学校への進路指導も管理色が強く、尾張・三河の二大学区制の建前（尾張を「名古屋市内」と周辺部に、三河を東西で分ける「裏学区」という見方もある）ながら、中学校が管理することで、中間成績層の生徒の進学先が所在中学校の周辺に制限され、所在中学校との交流の少ない高等学校への進学希望にクレームを付けられることがある。
  - 実際の学区制以上に高校進学が不本意に変更させられるケースも生じ、一部難関高と底辺高以外は二大学区制の建前が運用されていない。また、高校側でも旧豊田市内の高校が、北設楽郡出身の中学生を学区外入学でないにもかかわらず、ボーダーラインで不合格の対象として入学を規制したケースがあり、旧稲武町が北設楽郡から東加茂郡に郡を鞍替えする原因となった。
- 高等学校

県教育委員会出身で、当時の愛知県知事・仲谷義明が、以下に挙げられる「管理教育高校」の新設を強く後押しした。この事実は愛知県下では周知である。仲谷は愛知県教育委員会時代に、旧制中学を母体にした有名校を学校群化して、弱体化を図ったこともある（しかしながら、自らの子息を「学校群」にも「管理教育高校」にも入らない高校に入学させたことで、強い批判に晒された）。
名古屋市周辺の旧郡部に多く建設されたことからも、人口のドーナツ化もさることながら、愛知県教育委員会による「管理教育」による愛知県の保守化を狙ったことが窺える。
- 愛知県立東郷高等学校（1968年創立、以下「東郷高校」）で、「マル東訓練」（時間割表に「○に東」の記号で表されていた為この名がある）という軍事教練紛いの集団行動訓練が行われ、スパルタ式の代表校と批判を浴びた（1982年には訓練の強制を苦にして生徒が自殺している）。愛知県の管理教育実施校の代名詞とされており、愛知県立天白高等学校、愛知県立豊明高等学校と共に「3T」と称されていた。東郷高校以降の新設県立高校も、類似した管理教育色の強い高校が多く、新設の県立高校ほど、生徒の行動を厳しく規制する校則を採用している高校、厳しい規律の校風の高校が多い。
- 背景には、70年安保時の全共闘運動が、高等学校まで拡大したことにあり、これに手を焼いた愛知県教育委員会を中心とした保守的な教育者たちが糾合し、「健全な教育の確立」を目指し急遽設立したという。特に東郷高校設立時には、東郷町（この町名は前身の東郷村も含め、東郷平八郎に由来するという）に校舎は無く、県立明和高校の休眠校舎を借用して開校。週末は東郷町の校舎建設予定地に生徒を「体育の授業」として建設現場での作業に従事させていた。「管理教育」が「不良化」「反抗化」を阻止出来ると評価した愛知県教育委員会はその後、高度成長終了後も止まない愛知県への人口流入を背景に、県下に続々「管理教育高校」を設立。新設の「管理教育高校」には、前述の「3T」で「高校生を管理する楽しみ」を知った教師たちを「幹部教員」として派遣した。

反面、愛知県立旭丘高等学校、愛知県立時習館高等学校など、旧制中学以来の難関県立高では、校則が比較的緩い高校が多く「一種の学校階級社会を生んでいる」という意見がある。入学試験で内申書を重視する点数配分から、これら難関県立高の受験は“15の春”に事実上限られるため、新設県立高の管理教育が「過剰ともいえる地方国立大学への受験傾向を生む原因、名古屋市に関東のMARCH、関西の関関同立のような、早慶に次いで全国各地で認知され、人気も高い私立大学が育たない原因」とする意見もある。
- 全体指導の際には「周りの高校よりも緩い」という言葉が多用される。しかしながら、教師が主張する「周りの高校」に該当する高等学校も、愛知県立であり、比較は無意味である。また県内の私立高校も、一部の難関校を除いて同様に管理教育色が強く、県立高校の対抗馬となっていない。
- かつては、こうした指導が社会人になって以降役立てられているという評価もあったが、学校・教師が児童・生徒の心身に対して干渉できる範囲を逸脱しすぎているという評価も根強かった。近年では、現場からのイノベーションが企業経営において重要視されるなど社会通念の変化によって、独創性のあまりにも欠けた労働者は歓迎されなくなり（指示を受けるまで動けない「指示待ち人間」、“歯車の一個”以外に使い道が無い）、前者の意見は一時期の勢いを失っている。
- 一方、教育委員会が愛知県から独立している政令指定都市の名古屋市は事情が違っており、名古屋市立の高等学校については、自由な校則、校風の学校が多い。

### 兵庫県
- 神戸市や姫路市、県北部、淡路島（洲本市を除く）の公立中学校で丸刈り校則が問題になった。神戸市は大日本帝国海軍、姫路市は大日本帝国陸軍の伝統が強いため、このような制度が取られていたとされるが、これは不登校の原因にもなるなど批判が高まり、阪神・淡路大震災が起こった1995年（平成7年）に全廃された。
- 私立高校では、六甲学院高等学校、白陵高等学校などが丸刈りを採用していた。
- その一方で、灘高等学校、淳心学院高等学校など、自由な校風を謳う学校も存在した。
- 丹波篠山市にある丹南中学校では、「電柱3本以上の外出は制服着用」とする校則があった。
- 1990年（平成2年）、神戸高塚高校校門圧死事件が発生。

### 九州
- 福岡県筑後地区を中心として、丸刈り、おかっぱ強制が1990年代後半まで残っていた学校が多かった。南九州（熊本県以南、奄美群島含む）では2000年代を過ぎても行われていた。
- 1970年代後半から80年代にかけて開校した公立高等学校においては、管理教育が強化された学校が多かった。
- 「朝課外」という風習が21世紀も続いている。九州以外では絶句されることが多い[16]。

### その他
- 戸塚ヨットスクール（愛知県知多郡美浜町）における体罰が社会的に取りざたされたこともある。ただ後に同スクールは暴行事件として幾つかのスクール生死亡・行方不明事件で、戸塚宏の有罪が確定した。しかし積極的推進派を含む体罰容認派の中には、同スクールの指導内容の如何に関わらず、同スクールを支持ないし支援する者たちもいないではない（特に石原慎太郎など、軍隊式教育で日本の教育が再生すると考えている保守派）。
- 中学の管理教育に反発して、制服等を着用しなかった愛知県豊橋市の私塾経営者の息子兄弟が、教諭によって行動問題児とされたため、内申書評価のある高校進学を断念して、大学入学資格検定（現在の高等学校卒業程度認定試験）に挑戦した。16歳で合格し、1982年に長男が東京大学理科三類、1983年に次男が京都大学経済学部、1987年に長女が京都大学文学部に合格したことが話題になった。ドラマ『中卒・東大一直線 もう高校はいらない!』の原案。

## 「管理教育」という用語に関する問題点
自らも「反管理教育運動」に携わった経験のある外山恒一は、教育から「管理」的要素を完全に排除することは根本的に不可能であるにもかかわらず、「管理教育」なる造語は発言者に「『管理』的要素を排除した『教育』は存在しうる」という幻想を与えかねないものであるとして、この造語が孕む根本的問題点を指摘している。外山は一方で、「管理教育」なる造語の誕生と、それに伴う各種問題の可視化・対抗運動の機運醸成が「反管理教育運動」の興隆にとって不可欠なものであり、その点において本用語は評価されるべきであると論じている。